# Pol Gaskojn
Pol Džon Gaskojn (engl. Paul John Gascoigne; Gejtshed, 27. maj 1967), poznat po nadimku Gaza, bivši je engleski fudbaler i trener. Tokom karijere igrao je u veznom redu i imao 57 nastupa za fudbalsku reprezentaciju Engleske.

## Karijera
U mladim godinama bio je na proveri u nekoliko engleskih klubova, ali ih nije zadovoljio. Zatim je 1985. godine postao fudbaler Njukasl junajteda. Bio je kapiten mlade ekipe Njukasla. U prvom timu je nastupio u aprilu 1985. i imao je ukupno 197 nastupa i 25 golova za taj tim. Na kraju sezone 1987/88. proglašen je za najboljeg mladog igrača lige. Za njega su počeli da se interesuju veliki klubovi.
Obećao je Aleksu Fergusonu, da će preći u Mančester junajted, ali je prešao u Totenhem, nakon što je taj klub kupio kuću njegovoj porodici. U dve sezone i 75 nastupa postigao je 14 golova. Igrao je veoma dobro. U sezoni 1990/91 predvodio je Totenhem do finala FA kupa, postigavši 6 golova. Pre finala potpisao je za italijanski klub Lacio. Međutim u finalu se teško povredio. Osvajanje kupa pratio je iz bolnice. Propustio je celu sezonu 1991/92. Povreda se dodatno pogoršala, kada se dodatno povredio u incidentu u jednom noćnom klubu.
Nastupao je za Lacio od septembra 1992. do leta 1995. godine. U 47 nastupa dao je 6 golova. Igrao je promenljivo i zbog brojnih povreda, a nije se potpuno prilagodio italijanskom načinu života.
U leto 1995, prešao je u škotski Glazgov Rendžers. S njima je osvojio škotsko prvenstvo u sezonama 1995/96. i 1996/97. kao i dva škotska kupa. Proglašen je za igrača godine u izboru igrača i novinara. Dao je nezaboravan gol protiv Seltika i važan het-trik protiv Aberdina. Uvršćen je u Kuću slavnih Rendžersa 2006. godine, zajedno s Brajanom Laudrupom.
Kasnije je igrao za engleske klubove Midlzbro, Everton i Barnli s promenjivim uspehom, jer su ga mučili i lični problemi. Kratko je igrao za kineski klub Gansu Tianma i engleski nižerazredni Boston Junajted.
Bio je trener engleskog kluba Ketering Taun 2005. godine. Otpušten je nakon 39 dana, zbog problema s alkoholom.

## Reprezentativni nastupi
Za englesku reprezentaciju igrao je od 1988. do 1998. godine. U 57 nastupa dao je 10 golova. Debitovao je u prijateljskoj utakmici protiv Danske 1988. godine. Na Svetskom prvenstvu 1990. u Italiji istakao se svojom igrom. Dobio je žuti karton u polufinalu protiv Zapadne Nemačke. Imao je već žuti karton iz prethodnih utakmica pa je time izgubio mogućnost igranja u finalu, da se Engleska plasirala. Gaskojn je teško to podneo i postao je jako popularan među engleskim navijačima, zbog želje i zalaganja. Uvršćen je u najbolji tim prvenstva.
Igrao je zapaženu ulogu i na Evropskom prvenstvu 1996. u Engleskoj. Postigao je gol Škotskoj. Igrači su proslavili gol, tako što je Gaskojn legao na travu, a igrači su mu prskali vodu u usta iz flašice. Engleska je izgubila u polufinalu od Nemačke posle izvođenja jedanaesteraca. Opet je uvršćen u najbolji tim prvenstva.
Pomogao je u kvalifikacijama za Svetsko prvenstvo 1998. godine. Nije bio pozvan u reprezentaciju zbog povrede i problematičnog ponašanja.

## Privatan život
Nakon završetka karijere, imao je problema s alkoholom. Bolovao je od bulimije, opsesivno-kompulzivnog poremećaja i alkoholizma. Nekoliko puta je proveo noć u zatvoru, zbog incidenata. Razveo se sa ženom nakon dve godine braka. Pojavljivao se u nekoliko tv-emisija. Imao je hit pesmu 1990. godine. Kasnije je putovao na turneju sa grupom Ajron Mejden. Lečio se nekoliko puta od alkoholizma. U maju 2007. godine, primljen je u bolnicu nakon proslave 40. rođendana. Tokom rehabilitacije 2008. godine, tri puta mu je stalo srce pa su ga oživljavali. Bio je povređen u saobraćajnoj nesreći 13. juna 2010, kada je na njegov auto naletela pijana žena. Ima sina iz prvog braka i usvojio je dvoje dece iz ženinog prvog braka. Kćerka koja se zove Bjanka Gaskojn je takođe medijska ličnost.

## Spoljašnje veze
- Profil i statistika Pola Gaskojna na sajtu Soccerbase
- Profil i statistika Pola Gaskojna Архивирано на веб-сајту  (18. јун 2010) na sajtu FIFA